# 13/71 - THE BEST SELECTION
『13/71 - THE BEST SELECTION』（サーティーン・オーバー・セブンティワン - ザ・ベスト・セレクション）は、日本のシンガーソングライターである尾崎豊の3作目のベスト・アルバム。
2004年4月21日にソニー・ミュージックレコーズからリリースされた。ベスト・アルバムとしては『ARTERY & VEIN : THE VERY BEST OF YUTAKA OZAKI』（1999年）からおよそ5年振り、その他のアルバムを含めると未発表音源集『SEPIA』（2002年）以来およそ2年3か月ぶりのリリースとなった。
本作ではシングル曲を中心に構成されているが、過去にリリースされたベスト・アルバムには収録されていなかったアルバム収録曲も収録されている。タイトルの『13/71』とは尾崎が生前に残した総曲数が71曲であり、そのうちの13曲という意味になっている。後にリリースされたCD-BOX『71/71』（2007年）がリリースされているが、プロデューサーの須藤晃によるとすでに本作リリースの時点で同CD-BOXの構想はあったという。
本作はオリコンアルバムチャートにおいて最高位第2位となり、日本レコード協会の集計において売り上げ枚数が40万枚を超えたためプラチナ認定を受けている。

## リリース、チャート成績
本作は2004年4月21日にソニー・ミュージックレコーズからコピーコントロールCDであるレーベルゲートCD2にてリリースされた。初回限定盤にはアートディレクターの田島照久が監修した「Forget-me-not」（2001年）のミュージックビデオとレコーディング風景が収録されたDVDが付属したデジパック仕様になっていた。2005年7月27日にはレーベルゲートCD2が廃止されたことに伴いCD-DAとして再リリースされた。
本作はオリコンアルバムチャートにおいて最高位第2位の登場週数15回となり、売り上げ枚数は23.5万枚となった。
本作はトリビュート・アルバム『"BLUE" A TRIBUTE TO YUTAKA OZAKI』（2004年）および『"GREEN" A TRIBUTE TO YUTAKA OZAKI』（2004年）の後にリリースされており、本作収録曲はほぼ全てトリビュート・アルバムにおいても収録されている。

## 収録曲
| #         | タイトル                                                | 作詞・作曲 | 編曲                          | 時間  |
| --------- | ------------------------------------------------------- | ---------- | ----------------------------- | ----- |
| 1.        | 「十七歳の地図」(SEVENTEEN'S MAP)                       | 尾崎豊     | 西本明                        | 5:01  |
| 2.        | 「Driving All Night」(DRIVING ALL NIGHT)                | 尾崎豊     | Yutaka Ozaki＆Heart Of Klaxon | 5:26  |
| 3.        | 「Scrap Alley」(SCRAP ALLEY)                            | 尾崎豊     | 町支寛二                      | 4:07  |
| 4.        | 「卒業」(GRADUATION)                                    | 尾崎豊     | 西本明                        | 6:39  |
| 5.        | 「OH MY LITTLE GIRL」                                   | 尾崎豊     | 西本明                        | 4:33  |
| 6.        | 「禁猟区」(DON'T TOUCH THIS)                            | 尾崎豊     | 尾崎豊、星勝                  | 4:22  |
| 7.        | 「闇の告白」(EXIST IN THE DARK)                         | 尾崎豊     | 尾崎豊、今泉洋                | 4:31  |
| 8.        | 「はじまりさえ歌えない」(CAN'T SING EVEN THE BEGINNING) | 尾崎豊     | 西本明                        | 4:25  |
| 9.        | 「群衆の中の猫」(CAT IN THE CROWD)                      | 尾崎豊     | 町支寛二                      | 4:51  |
| 10.       | 「音のない部屋」(QUIET ROOM)                            | 尾崎豊     | 尾崎豊、星勝                  | 4:28  |
| 11.       | 「I LOVE YOU」                                          | 尾崎豊     | 西本明                        | 4:17  |
| 12.       | 「シェリー」(SHELLY)                                    | 尾崎豊     | 西本明                        | 5:45  |
| 13.       | 「15の夜（ライブ）」(THE NIGHT (LIVE))                  | 尾崎豊     | 町支寛二                      | 6:22  |
| 合計時間: | 合計時間:                                               | 合計時間:  | 合計時間:                     | 64:47 |

| #  | タイトル                                         | 作詞・作曲 | 編曲   |
| -- | ------------------------------------------------ | ---------- | ------ |
| 1. | 「FORGET-ME-NOT」(IMAGE CLIP BY TERUHISA TAJIMA) | 尾崎豊     | 西本明 |
| 2. | 「ANOTHER REALITY OF YUTAKA OZAKI」              |            |        |

## チャート、認定
| チャート         | 最高順位 | 登場週数 | 売上数   | 出典  |
| ---------------- | -------- | -------- | -------- | ----- |
| 日本（オリコン） | 2位      | 15回     | 23.5万枚 | [ 2 ] |

| 国/地域 | 認定組織         | 日付      | 認定     | 売上数   | 出典  |
| ------- | ---------------- | --------- | -------- | -------- | ----- |
| 日本    | 日本レコード協会 | 2004年4月 | プラチナ | 400,000+ | [ 3 ] |

## リリース日一覧
| No. | リリース日    | レーベル                       | 規格         | カタログ番号 | 備考                       | 出典        |
| --- | ------------- | ------------------------------ | ------------ | ------------ | -------------------------- | ----------- |
| 1   | 2004年4月21日 | ソニー・ミュージックレコーズ   | CCCD + DVD   | SRCL-5714～5 | 初回限定盤、デジパック仕様 | [ 4 ] [ 1 ] |
| 2   | 2004年4月21日 | ソニー・ミュージックレコーズ   | CCCD         | SRCL-5716    | 通常盤                     | [ 5 ] [ 6 ] |
| 3   | 2005年7月27日 | ソニー・ミュージックレコーズ   | CD           | SRCL-5977    | 通常盤                     | [ 7 ] [ 8 ] |
| 4   | 2012年11月7日 | ソニー・ミュージックレーベルズ | AAC-LC       | -            | デジタル・ダウンロード     | [ 9 ]       |
| 5   | 2012年11月7日 | ソニー・ミュージックレーベルズ | ロスレスFLAC | -            | デジタル・ダウンロード     | [ 10 ]      |